# Мило (напитак)
Мило (/ˈ м аɪ л оʊ / ; стилизовано као MILO) је производ од слада у праху са укусом чоколаде који производи Nestlé. Обично се  помеша са млеком, топлом водом или обоје, да би се направио напитак  Првобитно га је у Аустралији развио Томас Мејн (1901–1995) 1934. године.
Најчешће се продаје као прах у зеленој лименци, на кој се често прилказују различите спортске активности, Маило је доступан као премикс напитак у неким земљама и касније је развијен у облик чоколадице, житарице за доручак и протеинску гранолу . Његов састав и укус се разликују од земље до земље.
Мило одржава значајну популарност у различитим земљама широм света, посебно у Аустралазији, Азији, Африци и Латинској Америци.

## Историја
Године 1934. аустралијски индустријски хемичар и проналазач Томас Мејн, који је радио у Nestlé-у, развио је „Мајло“ и лансирао га на Краљевском Ускршњем сајму у Сиднеју. Мејн је смислио своју формулу комбинујући екстракт слада (направљен од сладног јечма), пуномасно млеко у праху, какао, шећер, минералне соли, гвожђе и витамине А, Д и Б1, у покушају „да развије потпуно избалансирано пиће за храну који је садржао све потребне протеине и минерале“. Намера је била да помогне деци да добију довољно хранљивих материја у својој исхрани.
Нестле, који је преузео власништво над фабриком за прераду млека у Смиттауну, Нови Јужни Велс, 1921. године, почео је да производи производ недуго након изложбе. Име је изведено по чувеном античком атлети Милу од Кротона, који је био изразито снажан.

## Производња
Мило се производи испаравањем садржаја воде из густог сирупа под сниженим притиском, коришћењем вакуум сушара да се мешавина редукује у грануларни облик. Густи непрозирни сируп се добија од слада пшенице или јечма који се добија од компанија које производе ове сирове производе.
Милов састав и укус се разликују у неким земљама због логистичких ограничења и личних преференција између различитих региона.
Завршно са 2021. фабрика у Смиттауну је производила 13.000 тона годиње Нестле Сингапур производ Мило у својој фабрици у Јуронгу. У Јапану се прозиводи са састојцима увезеним из Сингапура.

## Нутритивне информације
Рецепт за стандардни производ је остао скоро потпуно исти од његовог стварања 1934. године, једина варијација је у додавању минерала и витамина.
Стандард Мило се састоји од четири главна састојка: сладног јечма, млека у праху, шећера и какаоа. Садржи 1.680 кЈ (402 килокалорија ) на сваких 100 г праха, углавном из угљених хидрата. Угљене хидрате тело може користити за енергију, што је основа да се Мило продаје као енергетско пиће. Највећи део угљених хидрата је шећер. Новозеландска верзија Мила садржи 46 одсто шећера.
Мило растворен у води има гликемијски индекс (ГИ) 55. Међутим, млеко има много нижи ГИ од 30 до 33, тако да мешање Мила у шољу млека даје укупан ГИ ближи 33.
Мило је богат калцијумом, гвожђем и витаминима Б 1, Б 2, Б 6, Б 12. Мило се рекламира да садржи "Ацтиген-Е", што је Нестле-ов заштитни знак за витамине у рецепту за Мило. Такође садржи теобромин, ксантин алкалоид сличан кофеину, који је присутан у какаоу који се користи у производу.
У југоисточној Азији, друштво за истраживање исхране са седиштем у Малезији основано 2014. године, сугерисало је да Мило и слични производи чине да деца која их конзумирају имају већу вероватноћу да буду физички активна и да мање времена проводе испред компјутера или телевизије. Чланак Њујорк Тајмса из 2017. открио је да је Нестле финансирао друштво и проверавао чланке пре објављивања, што је довело до питања научне непристрасности. Висока концентрација шећера и присуство малтодекстрина такође су утицали на то да ли производ треба да се пласира као здравствени производ.

## Верзије производа
Од 2017. године, Nestle Philippines производи Мило користећи своју протомалт формулацију. Протомалт се састоји од угљених хидрата добијених из јечма и маниоке.
У Аустралији је 2008. објављена верзија Мила под називом Мило Б-Смарт, која је имала финију текстуру, додале витамине Б и јод, и другачији укус од оригиналне Мило формуле, и рекламирана је као здрава храна за децу. Међутим,, овај производ више није доступан. Форма са вишим садржајем слада такође је постојала у Аустралији и продавана је у конзерви браон боје, која је обично била доступна само у 375. г величина. Од маја 2015. овај образац се више не производи.
Завршно са 2021. годином, у Аустралији су постојале три верзије производа: високпротенска, са смањеним шећером и Мило на биљној бази.
Од 2021. године, Нестле је лансирао биљне верзије Мило и других пића као бренд без млека. Нова верзија ових пића садржи бадемово и сојино млеко, док два основна састојка – какао и слад – остају исти.

## Начин конзумације
Мило се обично меша са млеком, топлом водом или обоје, да би се произвео напитак.

### Аустралија и Нови Зеланд
Традиционално у Аустралији и Новом Зеланду, Мило се сервира помешан или са топлим или хладним млеком.

### Азија
Мило произведен ван Аустралије прилагођен је локалним методама припреме. У Малезији, као и у Брунеју и неким другим деловима Азије, Мило са додатком леда је познат као „Ицед Мило“ или „Мило Аис“ на малајском језику (алтернативно, „бинг“ или „пенг“, што значи лед на кантонском и хокиенском редом). Ицед Мило је чак доступан у ресторанима брзе хране као што су KFC и McDonald's.
Мило се такође служи локално у копитиамима и мамак тезгама у верзијама као што су „ Мило диносаурус “ (шоља Милоја са додатном кашичицом нераствореног Мило праха на врху), „Мило Годзила “ (шоља Мило са сладоледом и/или преливена шлагом) „Несло“ (у комбинацији са Нескафе кафом у праху) и „Мило Мангкук“ (хладни Мило који се сервира са ледом у пластичној чинији). Мило у праху се обично користи и за прављење Батик торте . У Хонг Конгу, Мило се служи у Ча чан тенгу.
У Малезији, Мило се понекад посипа по сладоледу или житарицама за доручак, или се помеша са млеком у пасту и намаже на хлеб. Мило се може користити као састојак у роти цанаи, где се обично назива роти Мило.
Малезија тренутно има највећу потрошњу по глави становника на свету, а Сингапур је други.

## Маркетинг
Осим у Аустралији, Мило је популаран у многим земљама и регионима, укључујући Нови Зеланд, Малезију, Сингапур, Брунеј, Пакистан, Филипине, Вијетнам, Индију, Индонезију, Хонг Конг, Шри Ланку, Малдиве, Тајланд, Јапан, Јамајку, Чиле, Коломби и земље у јужној, централној, источној и западној Африци. У Аустралији и већини других земаља, паковање је зелена конзерва и приказује људе који се баве разним спортовима.
У Аустралији, програми МILO in2CRICKET и MILO T20 Blast, којим већински управљају волонтери, уче децу узраста од 5 до 12 година како да играју крикет. У сезони 2016–2017. у програмима је учествовало преко 78.000 деце.
Мило је веома популаран у Индонезији, Малезији и Сингапуру, где је име бренда синоним за пића са укусом чоколаде: Мило има 90% тржишног удела у Малезији, а за Малезијце се наводи да су највећи светски потрошачи Мила.
У Перуу, током војне диктатуре 1970-их, Мило етикете су приказивале перуанске мотиве, као што су фотографије и слике перуанских градова, историје, усева, воћа, животиња, биљака, као образовна помоћ. После 1980. године, када је војска напустила власт, на етикетама је доминирао спорт.
Мило продаје Нестле у Канади у свим већим малопродајама хране. Иако је Мило доступан од 1970-их, канадски специфичан укус лансиран је у последњој деценији  који се брже раствара, али задржава профил укуса слатког слада. Конкуренција му је британски брендо Овалтине .
Осим међународног одељка одређених продавница прехрамбених производа и одређених азијских продавница, Нестле не продаје Мило у Сједињеним Америким Државама. Године 2017. Мило произведен у Колумбији почео је да се појављује на полицама у супермаркетима у Сједињеним Државама, као што је Волмарт.
Такође се може наћи у Уједињеном Краљевству у неким супермаркетима Саинсбури'с и Теско, који га увозе из Кеније и Јужне Африке Овалтине је популарнији код потрошача у Великој Британији.
У Ирској се може наћи у многим азијским или афричким продавницама.
У Кини се обично продаје у западним супермаркетима, али и мањим продавницама. Обично се пакују у флексибилну фолију од 240 грама, могу се купити и пакетићи за једно пиће. Сам Мило садржи више чврсте материје млека него аустралијски Мило.
У прошлости је био доступан у Португалу и Бразилу. Нестле Бразил је прекинуо производњу Мила у Бразилу, како би се фокусирао на веома популарне домаће брендове Несцау и Несквик. Чилеанска верзија Мила је још увек у производњи и идентична је по укусу и текстури оној која се некада производила у Бразилу.
У мају 2013. године, више од 20 година ван португалског тржишта, Нестле је поново увео свој бренд на тржиште.
На Филипинима, Нестле се удружио са Одељењем за образовање 2017. године, као маркетиншки одговор на „енергетски јаз“ код деце школског узраста на чије је атлетско и академско постигнуће утицала ниска енергија. Ова кампања је покренула етичко питање рекламирања деци.

## Дериватни производи
Мило је био доступан као ужина у облику коцке у Нигерији, Гани и Дубаију 1975. г.
Чоколадна плочица Мило је била бренд колачића, карамеле, Мило и чоколадних плочица преливених чоколадом, које је Нестле производио за продају у Аустралији и доступан 2006. Укључује састојке Мило праха. Тврдило се да је то једина млечна чоколада са чоко сладом и свим природним састојцима укључујући какао, млеко и слад. Чоколадица је укинута у Аустралији 2003. године, замењена је „енергетском храном“, која такође више није доступан. Две врсте Мило снацк барова могу се купити у паковању од шест.
Од 2006. постојале су и Мило житарице (описане као „ кукурузне пахуљице са Мило премазом“), Мило смутији, Мило мусе и Мило сладолед (сладолед од ваниле превучен тврдом Мило/чоколадном љуском).